# Szentistván
Szentistván es un pueblo ubicado en el distrito de Mezőkövesd, en el condado de Borsod-Abaúj-Zemplén, Hungría.

## Superficie
Posee una superficie de 51,07 kilómetros cuadrados.

## Demografía
Hasta 2019 la población era de 2350 habitantes, con una densidad de población de 46,02 habitantes por kilómetro cuadrado.